# SQP (émission de télévision)
SQP (original Sálvese Quién Pueda) est une émission de télévision chilienne diffusée sur la chaîne de télévision Chilevisión. Diffusée du lundi au vendredi à 12h00.

## Animateurs

### Animateurs précédents
- Jennifer Warner (2001-2006)
- Cristián Pérez (2006-2009)
- Julio César Rodríguez (2013-2014)
- Cristián Sánchez (2009-2012, 2014-2015)
- Andrés Caniulef (2015-2017)
- Ignacio Gutiérrez (2012-2013, 2016-2017)

### Animateurs remplacements

#### Animateurs remplacements précédents
- Ignacio Gutiérrez (2013)
- Cristián Sánchez (2014)
- Juan Pablo Queraltó (2014-2015)
- Andrés Caniulef (2015)

## Panélistes

### Panélistes précédents
- Larry Moe
- Alejandra Valle
- Nelson Mauricio Pacheco
- Cristián "Black" Jara
- Nicole "Luli" Moreno
- Yasmín Valdés
- Karina Jelinek
- Jessica Cirio
- Luciana Salazar
- Giuliana Sotela
- Nicole Neumann
- Aracelis Bocchio
- Mey Santamaría
- Fernando Castro
- Marcelo Polino
- Gonzalo Cáceres
- Paula Blanco
- Catalina Droguett
- Lorena Vargas
- Marcela Espinoza
- Javiera Suárez
- Marisela Santibáñez
- Raquel Argandoña (2004)
- Daniella Campos (2006-2008)
- Óscar Andrade
- Catherine Mazoyer (2007)
- Mario Mauriziano
- Roberto Dueñas
- Pedro Ruminot
- Rodrigo "Pera" Cuadra
- Juan Andrés Salfate
- Julia Vial (2001)
- Jordi Castell
- René Naranjo
- Fabrizio Copano
- Sabrina Sosa
- José Miguel Furnaro
- Francesca Cigna "Blanquita Nieves"
- Nicolás Copano
- Freddy Stock
- Víctor Gutiérrez
- Francisca García-Huidobro (2004-2006)
- Carola Julio
- Pamela Jiles (2006-2008)
- José Miguel Villouta (2007-2008)
- Patricia Larraín
- Adriana Barrientos
- Pía Guzmán
- Marcela Vacarezza (2009-2011)
- Felipe Avello (2002, 2004-2006, 2007-2008, 2009-2012)
- Savka Pollak (2012)
- Carola Eltit (2012-2013)
- Rodrigo Wainraihgt (2013)
- Mariana Alcalde (2010-2011, 2012-2013)
- María Paz Wagner (2013)
- Jaime Coloma (2011-2013)
- Francisca Merino (2006-2014)
- Krishna de Caso (2011-2014)
- Ítalo Passalacqua (2004-2015)
- Juan Pablo Queraltó (2009-2015)
- Andrés Caniulef (2014-2015)
- Kika Silva (2015-2016)
- Botota Fox (2016)
- Javier Fernández (2016)
- Luis Mateucci (2016)
- Claudia Schmitd (2013-2017)
- Paulina Rojas (2014-2017)
- César Barrera (2016-2017)
- Pamela Díaz (2005-2006, 2016-2017)
- Jaime Figueroa (2016-2017)
- Javiera Acevedo (2016-2017)

## Journalistes

### Journalistes précédents
- Nicolás Gutiérrez
- Christian Rubio